# Flores (Pernambuco)
Flores es un municipio brasileño del estado de Pernambuco. Administrativamente, el municipio está compuesto por los distritos sede, Sítio dos Nunes y Fátima, y por los poblados de São João dos Leites, Tenório, Santana de Almas, Saco do Romão, Barragem do Mel, Sítio Baixa da Torre, Sítio Gabriel y Matolotagem. Tiene una población estimada al 2020 de 22 618 habitantes.

## Historia
Después de la fundación de la Casa da Torre en la segunda mitad del siglo XVI, el portugués Garcia d'Ávila se empeñaba a la colonización de las tierras a los márgenes del Río San Francisco, organizando diversas expediciones compuestas de portugueses e indios capturados para servir como esclavos, que partían en diversos rumbos a fin de explorar y fundar aldeas.
A mediados del año 1589, en una de aquellas expediciones siguiendo los márgenes del Río Pajeú llegaron a una aldea de indios tapuias, localizada al margen izquierdo de aquel río en el lugar hoy denominado Alto das Flores.
Los Tapuias Rtama estaban en fiesta, en homenaje al jefe de una aldea en la sierra de la Baja Verde en Triunfo. El guerrero Aruan ordenó la prisión de los expedicionistas, que más tarde serían sacrificados por los salvajes salvándose sólo dos mujeres jóvenes que los indios comenzaron a adorar como divinidades por su belleza, más tarde le dieron los nombres de Aracê a la más vieja y Moema a la más joven. Aquellas niñas quedaron bajo la protección de los guerreros más fuertes, ya que temían que fueran capturadas por otras tribus.
Alrededor del 1603, otra expedición llegó a aquella localidad, pero esta vez se encontraron con Tapuias Rtama “medio civilizados”, posiblemente por el contacto con las dos niñas, que les enseñaron ciertos conocimientos, no sólo del idioma portugués, también sobre el cultivo de la tierra, etc. eran unos veinte portugueses y mamelucos que, entendiéndose con los aborígenes, construyeron mejores habitaciones para comodidad de todos los integrantes de la expedición de la casa da torre. Comenzó así la fundación de un poblado al margen derecho del Río Pajeú, más tarde denominada Povoação de Flores (Población de Flores), en alusión al cultivo de flores que tenían las dos jóvenes, Aracê y Moema.
El 11 de septiembre de 1783, fue creada la freguesia de Flores do Pajeú. La villa fue creada el 15 de enero de 1810 oficialmente considerada la fecha de creación del municipio. El 20 de mayo de 1833, cuando una Resolución Presidencial creó varias comarcas en el Estado, Flores se hizo una de ellas, bajo la denominación de Comarca do Sertão de Pernambuco.
El 6 de mayo de 0 ,la Ley Provincial 280 transfirió la sede del municipio de Flores para la población de Serra Talhada, entonces denominada Vila Bela, transfiriendo también la sede de la comarca de Pajeú de Flores.
Ya el 26 de mayo de 1858 la Ley Provincial 437 transformó la clientela de Flores en municipio.
Después que el Estado fue dividido en municipios (a través de la Constitución Provincial del 17 de junio de 1891), Flores se hizo municipio autónomo. La antigua Comarca de Flores comprendía la vasta área donde están hoy los municipios de: Afogados da Ingazeira, São José do Egito, Triunfo, Serra Talhada, Floresta, Tacaratu y Tabira.